# Кёсеги (дворянский род)
Кёсеги (венг. Kőszegi, хорв. Gisingovci) — знатный дворянский род в Венгерском королевстве в XIII-XIV веках. Прародитель рода, Хенрик (Генрих) Великий происходил из рода (клана) Хедер. Прадедом Хенрика по отцовской линии был Вольфер, один из основателей клана.

## Известные члены рода
- Хенрик Великий (ок. 1210—1274), палатин Венгрии
  - Миклош I (ок. 1240—1299), палатин Венгрии
    - Миклош II (уп. в 1314—1332), конюший, предок семьи Рохонци
    - Янош, родоначальник семьи Бери

  - Иван Кёсеги (ок. 1245—1308), палатин Венгрии
    - Грегори (уп. в 1287—1297), глава стюардов на службе принца
      - Миклош III (уп. в 1308—1313), глава казначейства
      - Андраш Кёсеги (уп. в 1311—1324), ишпан графства Ваш; последний член рода, носивший имя Кёсеги[2]

    - дочь, муж — Доминик (происхождение неизвестно)
    - Янош «Волк» (уп. в 1325—1382), предок семьи Бернштейн
    - (?) Миклош (незаконнорожденный сын); (1282—1336), епископ Дьёра

  - Петер I (уп. в 1275—1289), епископ Веспрема
  - Хенрик II (уп. в 1278—1310), бан Славонии
    - Янош (уп. в 1310—1327), конюший, предок семьи Тамаши
    - Петер II (уп. в 1310—1353), ишпан комитата Бодрог, предок семьи Херцег де Секши
    - дочь (уп. в 1300), муж — Турчо Морозини

  - дочь, муж — Деметриус Чак.